# Gabriel Batistuta
Gabriel Batistuta, Batigol, född 1 februari 1969 i Reconquista, Argentina, är en argentinsk före detta professionell fotbollsspelare (anfallare).
Batistuta slog igenom i den argentinska ligan i slutet av 1980-talet och debuterade i landslaget efter världsmästerskapet i fotboll 1990. Det internationella genombrottet kom 1991 när Argentina vann Copa América, det sydamerikanska mästerskapet och Batistuta blev skyttekung och utnämnd till Sydamerikas bästa fotbollsspelare.
Samma år värvades "Batigol" av den italienska klubben Fiorentina där han stannade ända fram till år 2000, blev superstjärna och av en av världens mest fruktade målskyttar. Han blev Florensklubbens meste målgörare genom tiderna med 152 mål i Serie A (han gjorde ytterligare 16 mål säsongen 1993/94 när Fiorentina spelade i Serie B). Batistutas bästa säsong var 1994/95 när han vann skytteligan i Serie A med 26 mål.
Batistuta var närmast dyrkad av Fiorentinas fans, mycket beroende på den lojalitet han visade mot klubben när han valde att stanna kvar i klubben efter att man 1993 degraderats till Serie B. Fiorentina hade emellertid aldrig de ekonomiska resurserna att på allvar hota AC Milan och Juventus i kampen om Lo Scudetto (den italienska ligatiteln). Drömmen om att få vinna Serie A gjorde att han till slut lämnade Fiorentina och flyttade till hårdsatsande AS Roma där han redan första säsongen till slut fick vinna den italienska ligan.
Batistuta deltog även i tre världsmästerskap i rad 1994 i USA, 1998 i Frankrike, där han slutade på delad andraplats i skytteligan med Christian Vieri med 5 mål, och 2002 i Japan och Sydkorea där han gjorde sitt enda mål och tionde VM-mål totalt, och blev den tionde fotbollsspelaren som gjort minst 10 VM-mål och den målrikaste argentinske VM-spelaren, före semifinalen mellan Argentina och Kroatien i Qatar-VM 2022 då Lionel Messi slog honom med sitt elfte VM-mål.

## Klubbar
- 1988–1989 – CA Newell's Old Boys , Argentina, 24 (7)
- 1989–1990 – River Plate , Argentina, 21 (4)
- 1990–1991 – Boca Juniors , Argentina, 34 (13)
- 1991–2000 – Fiorentina , Italien, 269 (168)
- 2000–2002 – Roma , Italien, 63 (30)
- 2003      – Inter , Italien, 12 (2)
- 2003–2005 – Al-Arabi , Qatar, 18 (25)
- 1991–2002 – Argentina 78 (56)

## Tidslinje
- 1989 – Silver i Copa Libertadores, Newell's Old Boys
- 1990 – Avgör båda Buenos Aires-derbyna, Boca Juniors
- 1991 – Argentinsk Ligamästare, Boca Juniors
- 1991 – Sydamerikas Bästa Fotbollsspelare
- 1991 – Copa America-mästare, Argentina
- 1991 – Skyttekung i Copa America, Argentina
- 1991 – Skriver på för Fiorentina (även bud från R. Madrid och Juventus)
- 1992 – Gör sitt första hattrick i Serie A
- 1992 – Vinner Confederations Cup, Argentina
- 1992 – Skyttekung i Confederations Cup, Argentina
- 1993 – Gör 16 spelmål för Fiorentina trots att de flyttas ner till Serie B
- 1993 – Gör båda målen i 2-1-segern över Mexiko i finalen av Copa America, Argentina
- 1993 – Blir helgonförklarad när han står emot alla anbud från storklubbar och stannar i Fiorentina
- 1994 – Skjuter upp Fiorentina till Serie A igen
- 1994 – Skjuter Argentina till fotbolls-VM i playoff-matchen mot Australien
- 1994 – Gör fyra mål på fyra matcher i USA-VM
- 1994 – Slår 32 år gammalt rekord genom att göra mål 11 matcher på raken i Serie A
- 1994 – Smeknamnet "Batigol" uppstår
- 1995 – Vinner skytteligan i Serie A med 26 mål, Fiorentina [1]
- 1995 – Delad skytteliga vinst i Copa America, Argentina [2]
- 1995 – Silvermedalj i Confederations Cup, Argentina
- 1995 – Fiorentinafansen rullar in en 4 m hög staty av Batistuta innan hans 100:e match i klubben
- 1996 – Vinner Coppa Italia med Fiorentina, klubbens första titel på 25 år
- 1996 – Gör båda målen i 2-1-segern mot Milan i Supercupfinalen, Fiorentina
- 1996 – Passerar Maradonas målrekord och blir Argentinas meste målgörare genom tiderna
- 1997 – Gör karriärens kanske vackraste mål mot Barcelona i semifinalen av Cupvinnarcupen
- 1997 – Tackar nej till Inters bud som hade gjort honom till världens dyraste fotbollsspelare
- 1997 – Gör sitt 100:e Serie A-mål i Fiorentina
- 1998 – Gör 21 spelmål och hjälper Fiorentina tillbaka till toppen av Serie A
- 1998 – Gör 5 mål på 5 matcher i Frankrike-VM, Argentina
- 1998 – Hans hattrick mot Jamaica gör honom till ende man med hattricks i två olika VM-slutspel
- 1998 – Utnämnd till Argentinas bästa fotbollsspelare
- 1999 – Har gjort nästan 20 mål efter halva säsongen och Fiorentina leder Serie A när Batistuta långtidsskadas
- 1999 – Fiorentina kvalificeras för sitt första Champions League på 30 år
- 1999 – Silvermedalj i Coppa Italia, Fiorentina
- 1999 – Serie A:s bästa utländska fotbollsspelare, Fiorentina
- 1999 – 3:a i utnämningen "Världens Bästa Fotbollsspelare"
- 1999 – I protest lägger Fiorentinafansen ihop pengar till en exakt kopia av Guldbollen och ger Batistuta som själv sa "Fansen är den största titeln jag vann"
- 1999 – Avgör mot både Arsenal och Manchester United i Champions League
- 1999 – 25:e plats bland de bästa spelarna genom tiderna enligt World Soccer magazine
- 2000 – Gjort mest mål både på klubbnivå och landslagsnivå sammanlagt under 90-talet
- 2000 – Gör sitt 23:e mål med ett hattrick i sin sista match för Fiorentina och passerar därmed Hamrins målrekord för klubben
- 2000 – Får plats som högerforward i World Soccer Magazines världselva
- 2000 – Skriver på för Roma och blir fotbollsspelaren med högst lön i världen
- 2001 – Gör sitt 7:e hattrick i Serie A mot Brescia
- 2001 – Gör 20 mål på 28 matcher och Roma vinner Serie A för första gången på 18 år (tredje totalt)
- 2001 – Vinner Supercupen med Roma
- 2002 – Gör sitt 10:e VM-mål i Japan/Sydkorea och är därmed den dittills målrikaste argentinske VM-spelaren
- 2002 – Slutar i argentinska landslaget efter 56 mål på 78 landskamper
- 2003 – Lånas ut till Inter
- 2003 – Hans andra mål i Inter blir hans sista i Serie A/B, totalt hans 200:e
- 2003 – Skriver på för Q-League-klubben Al-Arabi i Qatar med en lön på 65 miljoner per säsong
- 2004 – Gör 25 mål på 18 matcher och vinner skytteligan, rekord i Qatar
- 2005 – Skadorna tvingar honom att sluta spela fotboll vid 35 års ålder